# Faro di Isolotto Monaci
Faro di Isolotto Monaci è un faro attivo situato sul più meridionale degli Isolotti dei Monaci situati a 2,4 km ad est di Caprera nell'Arcipelago di La Maddalena nel Mar Tirreno.
Il faro fu costruito nel 1936 ed è costituito da una torre cilindrica in muratura, 16 metri (52 ft) di altezza, con balcone e lanterna. La luce è posizionata a 24 sopra il livello del mare ed emette un lampo bianco o rosso, a seconda della direzione, in un periodo di 5 secondi visibile fino a una distanza di 11 miglia nautiche (20 km). Il faro è completamente automatizzato ed è gestito dalla Marina Militare con il codice identificativo numero 1142 EF 
Il 5 ottobre 2017 un subacqueo, non lontano dal faro, ha rinvenuto alcuni resti umani nel luogo in cui, il 26 luglio 1943, un aereo Messerschmitt Me 323 Gigant della Luftwaffe fu abbattuto da un Bristol Beaufighter britannico. L'aereo tedesco era in volo dalla sua base in Sardegna verso Pistoia quando venne intercettato dal caccia alleato ed abbattuto.

## Riferimenti
1. ↑   Servizio dei Fari e del Segnalamento Marittimo, su marina.difesa.it.
2. ↑   gallurainformazione.net,  http://gallurainformazione.net/la-maddalena-resti-umani-nel-fondale-di-monaci-vicino-ad-aereo-tedesco-della-seconda-guerra-mondiale/. URL consultato il March 24, 2018.